# حفظ الطاقة (فيزياء)
حفظ الطاقة في الفيزياء ينص قانون حفظ الطاقة على أنه في أي نظام معزول خلال التفاعل داخل النظام، الطاقة لا تستحدث من العدم ولا تنعدم ولكن يمكن تحويلها من شكل لآخر.
يمكن تحويل الطاقة من شكل إلى آخر مثل طاقة الحركة يمكن أن تتحول إلى طاقة حرارية، ولكن ليس ممكنا في نظام مغلق معزول أن تخلق طاقة من نفسها أو تفنى. ونقول أن الطاقة تتبع قوانين الانحفاظ.
نعرف اشكالا عديدة للطاقة: طاقة حركة، طاقة حرارية، طاقة كهربائية، طاقة حركية، طاقة إشعاعية وغيرها، ويمكن تحولها من صورة إلى أخرى. ولكن تبقى الطاقة لا تنعدم ولا تستحدث. كما بينت النظرية النسبية لأينشتاين أن الطاقة يمكن أن تتحول إلى مادة (انظر أسفله):
وقانون انحفاظ الطاقة هو أحد المبادئ الأساسية في جميع العلوم
وينص على:
قيمة الطاقة الكلية في نظام مغلق لا تتغير.
ونعني «بنظام مغلق» بأنه نظام لا يتبادل طاقة أو معلوماتية أو مادة أو تآثر مع الوسط المحيط.

## حركة الأجسام
يعتبر جاليليو أول من فكر في انحفاظ الطاقة عام 1638 عند دراسته لحركة الرقاص حيث رأى ان طاقة الوضع تتحول إلى طاقة حركة، باهتزاز الرقاص، وبالعكس. ثم جاء جوتفريد لايبنتز خلال الأعوام 1676-1689 وحاول صياغة الطاقة المصاحبة للحركة رياضيا. واعتبر لايبنتز أن أنظمة متعددة كل منها له كتلة
mi
و سرعة vi يكون لها طاقة حركة «متناسبة» مع:
{\displaystyle \sum _{i}m_{i}v_{i}^{2}}
وتظل محفوظة طالما أن الكتل لا تتفاعل مع بعضها البعض. ويعتبر هذا التصور صحيحاً بالنسبة إلى بقاء طاقة الحركة في الحالات التي لا يكون فيها احتكاك.
وكان كثير من الفيزيائيين في ذلك العهد يعتبرون انحفاظ الزخم الخطي:
{\displaystyle \,\!\sum _{i}m_{i}v_{i}}
بأنه انحفاظ أيضا للطاقة أيضاً. ثم توصل العلماء فيما بعد إلى اكتشاف انحفاظ طاقة الحركة وكذلك انحفاظ زخم الحركة خلال دراستهم للتصادم المرن بين الكرات.
وكان من فضل علماء ومهندسين مثل جون سميتون وكارل هوتسمان ومارك سيجوين الذين اعترضوا على أن يكون زخم الحركة هو الوحيد كقانون للحفاظ. وبالتدريج شعر العلماء أن هناك ارتباطا بين الحرارة والحركة حيث تتولد حرارة عن الاحتكاك وبالعكس. وكانت دراسات لافوازييه وبيير سيمون لابلاس عام 1783 علامات على طريق نظرية الحرارة.

كذلك لاحظ بنيامين تومسون عام 1798 نشأة الحرارة من عملية حفر ماسورات المدافع، واعتبر وجود معامل ثابت لتحويل الحركة إلى حرارة وبالعكس. عندئذ قام توماس يونغ بتسمية «طاقة» على تلك الظاهرة عام 1807.
وعن طريق المعايرة توصل العلماء إلى أن طاقة الحركة تساوي:
{\displaystyle {\frac {1}{2}}\sum _{i}m_{i}v_{i}^{2}}
والتي تفهم على أنها القيمة الحقيقية لطاقة الحركة المستخدمة في ثابت تحويل الشغل وهي النتيجة التي توصل إليها يسبارد كوريوليس وجين بونسيليت خلال الاعوام 1818-1839.
ونعرفها في عصرنا الحديث ب طاقة الحركة. أي أنه إذا تحرك جسم كتلته m بسرعة مقدارها v
تكون له طاقة حركة قدرها
{\displaystyle {\frac {1}{2}}\ mv^{2}}
ونشاهد ذلك من حياتنا اليومية عند تصادم السيارات حيث يزداد تهشم السيارة كلما زادت سرعتها، أو بمعنى أصح يتناسب تهشم العربة بزيادة مربع سرعتها.

## قانون بقاء الطاقة في الديناميكا الحرارية
يحتوي كل نظام ديناميكي حراري على قدر من الطاقة. وتتكون تلك الطاقة من جزء خارجي
{\displaystyle E_{a}}
وجزء داخلي
{\displaystyle E_{i}} يسمى طاقة داخلية.
وتشكل الطاقة الكلية لنظام مجموع ذلك الجزئين، مع أنه عند دراستنا للديناميكا الحرارية الكيميائية نهمل طاقة النظام الخارجية ونساويها بالصفر ({\displaystyle \mathrm {d} E_{a}=0})، ونركز على تغيرات الطاقة الداخلية التي قد تتخذ صورا مختلفة. وبهذا الطريق توصل الباحثون إلى القانون الأول للديناميكا الحرارية. وينص القانون الأول للديناميكا الحرارية على:
«الطاقة الداخلية لنظام هي خاصية للمواد المكونة له، ولا يمكن إنتاجها أو إفنائها. وتعتبر الطاقة الداخلية دالة حالة.»
بالنسبة إلى نظام مغلق تبقى الطاقة الداخلية ثابتة، أي لا تنقص ولا تزيد. وتعبر الديناميكا الحرارية عن ذلك لنظام المغلق بالقانون الأول للديناميكا الحرارية بالمعادلة:
{\displaystyle \qquad \mathrm {d} U=\delta Q+\delta W}
- U – طاقة داخلية
- Q – الحرارة
- W – الشغل

وتقول المعادلة أن التغير في الطاقة الداخلية يساوي مجموع التغير في الحرارة والتغير في الشغل الذي يؤديه النظام.

## قانون بقاء الطاقة في النظرية النسبية
طبقا لمنطوق النظرية النسبية الخاصة ل أينشتاين يمتلك جسيم ذو كتلة سكون {\displaystyle m} ويتحرك بسرعة {\displaystyle v} يمتلك طاقة قدرها:
{\displaystyle E(v)={\frac {m\,c^{2}}{\sqrt {1-(v/c)^{2}}}}}
حيث:
{\displaystyle c} سرعة الضوء في الفراغ.
وفي حالة السكون تكون للجسيم الطاقة النابعة عن كتلته:
{\displaystyle E_{\text{Ruhe}}=m\,c^{2}\,.}
هذا القانون الشهير الذي اكتشفه أينشتاين هو قانون تكافؤ المادة والطاقة، فالمادة يمكن أن تتحول إلى طاقة (في تفاعل نووي مثلا)، ويمكن للطاقة أن تتحول إلى مادة (في إنتاج زوجي، حيث يتحول شعاع غاما إلى إلكترون وبوزيترون)
هذه المعادلة هي إثبات آخر لقانون بقاء المادة، فالمادة لا تفنى، وانما يمكن أن تحول إلى طاقة. 
تعطي النظرية النسبية طاقة الجسم (الكلية) بأنها مجموع طاقة السكون وطاقة الحركة:
{\displaystyle E\sim m\,c^{2}+{\frac {1}{2}}mv^{2}\,.}
وعندما تكون سرعة الجسيم (أو الجسم) صغيرة تكون القيمة {\displaystyle (v/c)^{2}}) أيضا صغيرة، عندئذ يمكننا إهمال شق معادلة أينشتاين التي تحت الجذر التربيعي ونَحْسُب طاقة حركة الجسم بالتقريب عن طريق استخدام قوانين نيوتن للحركة. وهذا ما يجري في حياتنا اليومية المعتادة حيث تكون السرعات التي نتحرك بها أو تتحرك بها الأشياء المعهودة حولنا صغيرة جدا بالنسبة لسرعة الضوء.
ولكن عندما نُسَرِّعُ جسيمات إلى سرعات عظيمة قريبة من سرعة الضوء فنجد أن قوانين نيوتن تتسبب في خطأ في النتيجة، ولا بد عندئذ من تطبيق النظرية النسبية الخاصة في حسابنا لكي نحصل على النتيجة الدقيقة. وعند دراسة تصادم الجسيمات السريعة جدا فنجدها تتبع قوانين النظرية النسبية الخاصة، ولا بد من تطبيقها في تلك الحالات.
في المعادلة الأولى هنا نجد الكسر {\displaystyle v/c)^{2}}) يقترب من 1 عند السرعات المقاربة لسرعة الضوء، وهذا يؤدي إلى أن المقام في المعادلة يقترب من الصفر، مما يجعل طاقة الجسيم تزيد زيادة هائلة وقد تقترب من النهاية.

## انحفاظ الطاقة في ميكانيكا نيوتن

طريقان مختلفان لتحرك جسم من نقطة 1 إلى نقطة أخرى 2 في مجال تدرجي منتظم.

عند تحرك جسم في مجال كمجال الجاذبية الأرضية يكون مجموع الطاقة الحركة {\displaystyle K} وطاقة وضعه {\displaystyle V} مساويا لطاقتة الكلية {\displaystyle E=K+V} وهي تبقى ثابتة لا تتغير.
يرمز لمعامل تدرج المجال بالرمز:
{\displaystyle \mathbf {F} =-\nabla V}
وتدل الإشارته السالبة إلى أن التأثير على الجسم ينخفض بزيادة بعد الجسم عن مصدر المجال (يقل انجذاب الأشياء للأرض كلما اتعدت عن مركز الأرض).
وعندما تتحرك جسم لمدة زمنية قدرها {\displaystyle t} في مثل هذا المجال (سواء كان مجال الجاذبية أو مجالا كهربائيا) واتخذ طريقين للوصول إلى نقطة أخرى يكون كمية الشغل الذي قام به الجسم غير معتمدا على الطريق الذي اتبعه الجسم. أي بصرف النظر عن اختلاف الطرق التي يتخذها جسم ما للوصول إلى نقطة معينة في المجال المؤثر عليه يكون الشغل المؤدى منه مساويا الفرق بين طاقة وضعه عند نقطة النهاية ونقطة البداية.
ويعرف الشغل المؤدى {\displaystyle W} بالتكامل الزمني لمضروب القوة في الإزاحة:
{\displaystyle W=\int _{\mathbf {x} _{1}}^{\mathbf {x} _{2}}\mathbf {F} (\mathbf {x} (t))\cdot \mathrm {d} \mathbf {x} (t)=\int _{t_{1}}^{t_{2}}\mathbf {F} (\mathbf {x} (t))\cdot \mathbf {v} (t)\,\mathrm {d} t\ ,\quad {\text{where}}\quad \mathbf {v} ={\frac {\mathrm {d} \mathbf {x} }{\mathrm {d} t}}.}
حيث v هي سرعة الجسم، وهي تغير المسافة بالنسبة للزمن.
ويشكل عنصر التكامل المشتقة السالبة لطاقة الوضع {\displaystyle V(\mathbf {x} (t))} حيث:
{\displaystyle \mathbf {F} (\mathbf {x} (t))\cdot \mathbf {v} (t)=-\nabla V(\mathbf {x} (t))\cdot {\frac {\mathrm {d} \mathbf {x} }{\mathrm {d} t}}=-\sum _{i}{\frac {\partial }{\partial x^{i}}}V{\frac {\mathrm {d} x^{i}}{\mathrm {d} t}}=-{\frac {\mathrm {d} V(\mathbf {x} (t))}{\mathrm {d} t}}\,.}

رسم متحرك لحركة البندول. نقطة السكون هي Ruheposition

وهذا يعطينا «الشغل» W بعد إجراء التكامل:
{\displaystyle W=-\int _{t_{1}}^{t_{2}}{\frac {\mathrm {d} V(\mathbf {x} (t))}{\mathrm {d} t}}\,\mathrm {d} t=-V(\mathbf {x} (t_{2}))+V(\mathbf {x} (t_{1}))=V_{1}-V_{2}\,.}
وتنطبق تلك المعادلة على نقطتين على مسار الجسم.
وتنطبق القانون الثاني لنيوتن علي حركة الجسم:
{\displaystyle \mathbf {F} =m{\frac {\mathrm {d} }{\mathrm {d} t}}\mathbf {v} \,.}
وافتراض أن كتلة الجسم ثابته، فتنطبق على مساره المعادلة:
{\displaystyle {\begin{aligned}W&=\int _{t_{1}}^{t_{2}}\mathbf {F} (\mathbf {x} (t))\cdot \mathbf {v} (t)\,\mathrm {d} t=m\int _{t_{1}}^{t_{2}}\left({\frac {\mathrm {d} }{\mathrm {d} t}}\mathbf {v} (t)\right)\cdot \mathbf {v} (t)\,\mathrm {d} t\\&=m\int _{t_{1}}^{t_{2}}{\frac {1}{2}}\,{\frac {\mathrm {d} }{\mathrm {d} t}}\mathbf {v} (t)^{2}\mathrm {d} t={\frac {1}{2}}\,m\,\mathbf {v} ^{2}(t_{2})-{\frac {1}{2}}\,m\,\mathbf {v} ^{2}(t_{1})\\&=K_{2}-K_{1}\end{aligned}}}
ويزيد الشغل المؤدى على الجسم طاقة حركته:
{\displaystyle T={\frac {1}{2}}\,m\,\mathbf {v} ^{2}}
ويمكننا إعادة تشكيل المعادلة فنحصل على الصيغة:
{\displaystyle V_{1}-V_{2}=K_{2}-K_{1}}
وبالتالي:
{\displaystyle K_{1}+V_{1}=K_{2}+V_{2}.}
ونكون بذلك قد أثبتنا أن مجموع طاقة الحركة وطاقة الوضع لجسم بعد ازاحته تكون متساوية. وهذا هو قانون انحفاظ الطاقة.
وعندما نفترض حركة رقاص في عدم وجود احتكاك، نجد أن مجموع طاقتي الحركة والوضع لا تتغير مع الزمن. وعندما نُحَرِّكُ الرقاص في اتجاه ونتركه فإنه يهتز بين نقطتي العودة، وتصل سرعته أعلى قدر لها عند نقطة النهاية الصغرى للمجال (أقل نقطة ارتفاعا). وعند نقطتي العودة تكون طاقة الحركة مساوية للصفر وتبلغ طاقة الوضع أقصى قدر لها. ويعتمد مجموع طاقة الحركة وطاقة الوضع للجسم على مقدار الإزاحة الأولية التي نزيحه إليها بالنسبة لبعدها عن نقطة السكون (النقطة الوسطية).

## تبادل الطاقة
عندما يتبادل نظام طاقة مع نظام آخر، مثلا عن طريق الإشعاع أو توصيل حراري فإننا نتكلم عن «نظام مفتوح»، أي نظام مفتوح بينه وبين الوسط الذي يحيطه، من وجهة تبادل الطاقة. ويقول قانون انحفاظ الطاقة: «الطاقة التي تدخل في نظام مطروحاً منها الطاقة التي تخرج منه هي مقدار تغير طاقة النظام.» وعن طريق دراسة تبادل الطاقة لنظام مع الوسط المحيط، الحرارة الداخلة إليه والخارجة منه، يمكن معرفة العمليات التي تحدث داخله حتى ولو لم يمكن مشاهدتها مباشرة (ترموديناميك).
ولا يمكن قياس طاقة نظام بطريقة مباشرة: فبصرف النظر عن تأثيرات الجاذبية على النظام، فلا يمكننا سوي قياس «التغيرات» في طاقة النظام فقط، إذ تعتبر الطاقة الداخلية لنظام هي مجموع طاقات الجزيئات والذرات فيه، والترابط بينها وحركتها وكذلك ما في نواة الذرة من طاقة.
ولكن يهمنا مثلا في الكيمياء معرفة كمية الطاقة التي يمتصها جسم عندما نُسَخِّنه، فهذه الطاقة (الحرارة) يمكننا حسابها بمعرفة الحرارة النوعية للجسم والتغير في درجة حرارته (وهذا جزء من إنثالبي الجسم أو «سخانته»).